# Werkeverzeichnis Antonio Salieri
Das Werkeverzeichnis von Antonio Salieri bietet einen umfassenden Überblick über seine Werke und kompositorischen Schaffensphasen.

## Werkverzeichnis Antonio Salieri

### Weltliche Vokalmusik

#### Opern
- La Vestale (1769) – verloren
- L’amore innocente (1770)
- Le donne letterate (1770)
- La moda, ossia Gli scompligi domestici (1771) – Pasticcio, nur Teile des zweiten und dritten Aktes von Salieri
- Don Chisciotte alle nozze di Gamace (1770)
- Armida (1771)
- La fiera di Venezia (1772)
- Il barone di Rocca Antica (1772)
- La secchia rapita (1772)
- La locandiera (1773)
- La calamita de’ cuori (1774)
- La finta scema (1775)
- Daliso e Delmita (1776)
- L’Europa riconosciuta (1778)
- La scuola de’ gelosi (1778, zweite Fassung 1783)
- La partenza inaspettata (1779)
- Il talismano (1779) – erster Akt von Salieri, zweiter und dritter Akt von Giacomo Rust, UA 1779 im Teatro della Canobbiana
- La dama pastorella (1780)
- Der Rauchfangkehrer oder Die unentbehrlichen Verräter ihrer Herrschaften aus Eigennutz (1781)
- Semiramide (1782)
- Les Danaïdes (1784)
- Il ricco d’un giorno (1784)
- La grotta di Trofonio (1785)
- Prima la musica e poi le parole (1786)
- Les Horaces (1786)
- Cublai, gran kan de’ Tartari (1786–88) – Uraufführung posthum 1998 in Würzburg
- Tarare (1787)
- Axur, re d’Ormus (1788)
- Il pastor fido (1789)
- L’ape musicale (1789) – Pasticcio
- La cifra (1789)
- La scuola degli amanti ossia Così fan tutte (ca. 1789) – Fragment
- Le couronnement de Tarare (1790) – den neuen politischen Verhältnissen angepasster Zusatz zu Tarare
- Catilina (Salieri) (1790–92) – Uraufführung posthum 1994 in Darmstadt
- Il mondo alla rovescia (1792, Uraufführung 1795)
- Eraclito e Democrito (1795)
- Palmira, regina di Persia (1795)
- Il moro (1796)
- I tre filosofi (1797) – Fragment
- Falstaff ossia Le tre burle (1799)
- Cesare in Farmacusa (1800)
- L’Angiolina ossia Il matrimonio per sussurro (1800)
- Annibale in Capua (1801)
- La bella selvaggia (1802) – nicht aufgeführt
- Die Neger (1802, Uraufführung 1804)
- Palmira (1803) – deutsche Fassung von Palmira, regina di Persia
- Danaus (1807) – deutsche Fassung von Les Danaïdes
- Das Posthaus – Fragment, verloren
- Die Generalprobe – Fragment

#### Einlagearien und -ensembles
- Addio carina bella (Meng.), Arie G-Dur für Bass und Orchester, für?
- Affè questa sera grandissima – Una domina? Una nipote? (Don Anchise), Arie & Rezitativ für Bass und Orchester (1775?), für Pasquale Anfossi La finta giardiniera?
- Ah ciel che noja è questa, Arienfragment
- Ah dove amici, Rezitativ für Sopran und Orchester, für?
- Ah non siete ogni si facile (Tenast), Arie für Tenor und Orchester, für?
- Alla speranza (Galatea), Arie für Sopran und Orchester, für?
- All’idea del gran mistero, Arie A-Dur für Sopran, Chor und Orchester, für?
- Anch’io nello specchio talora, Arie E-Dur für Sopran und Orchester (1771), für?
- Cedo l’intatto pegno (Dely – Davidde), Duett für  Sopran, Tenor und Orchester, für?
- Che mi s’appresti? (Capitano), Arie C-Dur für Bass und Orchester (1775), für?
- [...] che strane vicende (Ros. – Fior. – Pasq. – Fulg.) fragmentarisches Finale einer Oper (zweiter Akt), für Felice Alessandris La novità?
- Chi vuol la zingara, Duett für zwei Soprane und Orchester, für?
- Dall’uso parigino il bello, il sopraffino, Arie C-Dur für Sopran und Orchester (1773), für?
- Del morir le angoscie adesso, Szene und Arie für Tenor und Orchester
- Denke nicht der Zeit der Schmerzen, Duett für Sopran, Tenor und Orchester, aus Danaus
- Dico sol, che la padrona (Lena), Arie für Sopran und Orchester, für La locandiera?
- D’oro saranno i letti (Fulg.), Arie D-Dur für Bass und Orchester (1775), für?
- Dottorini saputelli (Clar.), Arie für Sopran und Orchester (1774), für?
- D’uno sposo si dolce mi vanto (Fiamme.), Arie für Sopran und Orchester (1775), für?
- Eccomi al punto ch’io già tanta temei, Arienfragment für Sopran und Orchester, für?
- Fate largo al gran Pasquino (Pasquino), Arie D-Dur für Bass und Orchester (1775), für Felice Alessandris La novità?
- Figlia mia diletta, Terzett für Sopran, Tenor, Bass und Orchester, für?
- Fra tanto pietre brune (Polidoro), Rezitativ für Bass und Orchester (1785?), für Domenico Cimarosas L’italiana in Londra?
- Gelosia d’amore è figlia, Arie für Sopran und Orchester, für?
- Goder lasciatemi (Gianetta), Arie für Sopran und Orchester, für?
- Gran diavolo! (Uberto), Arie F-Dur für Bass und Orchester, für?
- Guarda in quel volto, Arie Es-Dur für Sopran und Orchester, für?
- Ho perduto la mia pace (Brettone), Arie für Tenor und Orchester (1775), für Giovanni Paisiellos L’innocenza fortunata
- Ho stampato libri in foglio, Arie für Tenor und Orchester, für?
- Il pargoletto amabile, Arie A-Dur für Tenor und Orchester, für?
- In tuo favore mi parla il core, Duett für zwei Soprane und Orchester, für?
- Io contento, Rezitativ, für?
- Io di nuovo vel ripeto, Arie für Sopran und Orchester (1777), für?
- Io lo dico e il posso dire, Terzett für Alt, Tenor, Bass und Orchester, für?
- Io non so che pensare, Rezitativ & Cavatina für Tenor und Orchester, für?
- La donna è sempre instabile (Belfusio), Arie für Tenor und Orchester, für La fiera di Venezia?
- La mia morosa me l’ha fatta (Sandrina), Arie für Sopran und Orchester, für Il talismano?
- L’amour est un dieu, Canzone für Sopran und Orchester, für?
- La sposa se cedo, Arie für Sopran und Orchester, für?
- Le diras, che il campione (Gusman), Arie für Bass und Orchester (1775), für?
- Le Inconvenienze teatrali, Quartett für Sopran, Alt, Tenor, Bass und Orchester, für?
- L’introduco immantinente – Quando ho visto il dottorino (Rosina), Rezitativ & Arie für Sopran und Orchester (1776), für La finta scema
- Madame vezzosissima (Zeffirina – Valerio), fragmentarisches Rezitativ und Duett, für?
- Ma quai mali intorno al core, Arie für Tenor und Orchester
- Ma quale agli occhi miei (Conte), Rezitativ, für?
- Mia vaga Dorilla, Arie für Bass und Orchester (1775), für Baldassare Galuppis Il marchese villano
- Moriam, moriam mia vita, Rezitativ & Duett für Sopran, Tenor und Orchester, für?
- Nel mio seno, Arie, für?
- No, che pietà (Arrich. – Pett.), Duett für Sopran und Tenor mit Orchester (3. Oktober 1780), für?
- Non per parlar d’amore (Laurina), Arie Es-Dur für Sopran und Orchester, für Niccolò Piccinnis L’Astretta
- Non temer che d’altri (Falsirena), Arie für Sopran und Orchester (1779), für La fiera di Venezia
- Non veste alla moda (Aga.), Arie für Bass und Orchester (1774), für?
- Non vi fidate, Arie für Sopran und Orchester, für?
- O Hass, o Stolz, o Liebe! (Anna), Arie für Sopran und Orchester (um 1804), alternative Arie (Akt II, Nr. 6) für Die Neger
- Oh che donna che matta (Peppino), Rezitativ, für?
- Oh me infelice – Allor potrei, Rezitativ und Arie, für?
- Oh qual sorpasso giubilo (Pilemone), Arie F-Dur für Bass und Orchester, für Eraclito e Democrito?
- Oh quanti veggarsi (Cardano), Arie für Tenor und Orchester, für Il talismano?
- Oh sancte inviete, Arie für Sopran und Orchester (1775), für?
- Padre, oh Dio! con qual fronte, Rezitativ und Terzett (1775) – mit Salieris Anmerkung „Composto per la prima Accademia l’anno 1775“
- Padrona stimatissima (Pasquino), Arie D-Dur für Bass und Orchester, für Felice Alessandris La novità?
- Parlaste d’un cappone, Arie für Bass und Orchester (1776), für?
- Pasquino avrà quest’ora, Rezitativ, für Felice Alessandris La novità?
- Paterio giudizio, Arie für Bass und Orchester, für?
- Pensieri funesti, Arie für Sopran und Orchester, für Giuseppe Sartis Giulio Sabino
- Per amore io già vancillo (Perillo), Arie für Tenor und Orchester (1770), für?
- Perder sogetto amato, Duett für zwei Soprane und Orchester, für?
- Per voi s’avanzi, Arie für Bass und Orchester, für?
- Prendi un paterno amplesso (Emirena – Farnaspe – Osroe), Rezitativ und Terzett (1773), für?
- Qual densa notte (Artalice – Chabri – Nehemia – Chor), Finale einer Oper, für?
- Quando sarà mia sposa (Capitano), Arie für Bass und Orchester (1775), für?
- Quest’è un mar di confusione, Quartett für Sopran, Alt, Tenor, Bass und Orchester, für?
- Qui non si dice: cara a chi d’avver non s’ama, Arie für Sopran und Orchester (1774), für?
- Rasserena nel tuo barbaro, Arienfragment, für?
- Sans argent et sans crédit (Boschetto – Pirati – Lauretta), Szene mit Orchester (1768), für?
- Scomodarmi da palazzo e trattarmi in questa guisa, Arie F-Dur für Sopran und Orchester (1775), für?
- Se amor m’ha dato in testa, se mi far delirare, Arie für Sopran und Orchester (1776), für?
- Se credessi di volare (Peppino), Arie Es-Dur für Bass und Orchester (1774), für?
- Se Dio veder tu vuoi (Achior – Ozia,) Duett, für Florian Leopold Gassmanns La Betulia liberata
- Se tu vedessi il core (Isabella), Arie G-Dur für Sopran und Streicher, für Baldassare Galuppis Il villano geloso
- Signor mio scrivete bene (Pasquino), Arie F-Dur für Bass und Orchester (1775), für Felice Alessandris La novità?
- S’odo, o duce (Epponina – Voadice – Sabino – Arminio – Annio), Finale einer Oper (1785?), für Giuseppe Sartis Giulio Sabino
- Son dama, ma so l’arte ancor delle plebe (Polissena), Arie für Sopran und Orchester (1774), für Giovanni Paisiellos Il Tamburo (notturno)
- Son nipote d’un togato (Isabella), Arie F-Dur für Sopran und Streicher, für Baldassare Galuppis Il villano geloso
- Sopra il volto sbigotito, Arie Es-Dur für Bass und Orchester, für?
- Talor non si comprende, Arie für Bass und Orchester, für?
- Tenero cor, Rezitativ & Cavatina für Sopran und Orchester (1780), für?
- Tu che ferita sei, Arie für Tenor und Orchester, für Il barone di Rocca Antica?
- Tu il fato regola (Idalide), Szene für Sopran und vierstimmigen Chor mit Orchester, für?
- Tutte le furie unite in questo petto io sento, Arie für Sopran und Orchester (1776), für?
- Tutti dicon che la moglie, Arie für Bass und Orchester, für?
- Una domina? una nipote? – siehe Arie Affè questa saria grandissima
- Un bel marito, Arie für Sopran und Orchester, für?
- Un pescatore mi pare amore, Arie für Bass und Orchester, für?
- Vedi ben che queste scene, Terzett für Sopran, Alt, Bass und Orchester, für?
- Venga su la finestra, Arie für Tenor, Chor und Orchester, für?
- Venissi cari, l’affare è serio (Patenio), Arie für Bass und Orchester (1777), für?
- Verdammter Streich (Mauser), Arie für Tenor und Orchester, für?
- [...] vicino a perdere l’amato ben, Arienfragment, für?
- Villottino mio bellino (Lisetta), Arie für Alt und Orchester (1775), für?
- Vi son sposa, Arie, für?
- Vivi pur felice ognora (Anna – Caterina), Rezitativ und Duett für zwei Soprane mit abschließendem Chor Si onor (1777), für?
- Arie (Polissena) für Sopran und Orchester (1774), für Giovanni Paisiellos Il tamburo (notturno)
- Finale einer Oper für drei Soprane, zwei Tenöre, Bass und Orchester (1779), für La scuola de’ gelosi?

#### Ballettmusik und Schauspielmusik
- Pafio e Mirra ossia I prigionieri di Cipro – Ballett in 16 Nummern für L’Europa riconosciuta (1778)
- Ballettmusik in 7 Nummern
- Ballettmusik in 10 Nummern
- Ballettmusik in 8 Nummern
- Fragment einer Ballettmusik
- Ouvertüre, vier Zwischenakte und neun Chöre zu Die Hussiten vor Naumburg von August von Kotzebue (1803)

#### Weltliche Kantaten
- Cantata per le nozze di Francesco I für Soli, Chor und Orchester (1808)
- Der Tyroler Landsturm für Sopran, Alt, Tenor, Bass, vierstimmigen Doppelchor, Orchester und einen Sprecher (1799)
- Die vier Tageszeiten für vierstimmigen Chor und Orchester (1819)
- Du, dieses Bundes Fels und Gründer für vierstimmigen Chor und Orchester zum Lobe Florian Leopold Gassmanns (1820)
- Habsburg für Tenor, Bass, vierstimmigen Chor und Orchester (1805/06)
- Il Trionfo della Gloria e della Virtù für zwei Soprane, Tenor, vierstimmigen Chor und Orchester (1774 oder 1775)
- La Riconoscenza für Sopran, fünfstimmigen Chor und Orchester (1796)
- La Riconoscenza de' Tirolesi für vierstimmigen Chor und Orchester (1800)
- La Sconfitta di Borea für Soli, vierstimmigen Chor und Orchester (1774 oder 1775)
- Lasset uns nahen alle, alle! für Sopran, Tenor, Bass, vierstimmigen Chor und Orchester zum Geburtstag des Grafen Heinrich Wilhelm III. von Haugwitz (1817)
- Le Jugement dernier für Tenor, vierstimmigen Chor und Orchester (1787/88)
- L’Oracolo für Soli, vierstimmigen Chor und Orchester (1802/03)
- Wie eine purpur Blume für zwei Soprane, vierstimmigen Chor und Orchester (Bearbeitung des Chors I.1 und des Duetts II.1 aus Armida)

#### Weltliche Chöre
- Amor lasse dich hernieder [Picciola Serenata] für vierstimmigen Chor und Orchester (1808)
- An den erwünschten Frieden im Jahr 1814 für vierstimmigen Chor und Orchester (1814)
- An die Religion für vierstimmigen Chor a cappella (1814)
- A un mover sol [Sonetto] für vierstimmigen Chor und Orchester zum Lobe Haydns (1820)
- Bei Gelegenheit des Friedens für Sopran solo, Tenor, Bass und Orchester (1800)
- Beide reichen Dir die Hand für vierstimmigen Chor – Fragment
- Dass aus dem Nichts für Sopran, Alt, Tenor, Bass und Orchester zum Lobe Haydns – spätere, deutsche Fassung des Chores A un mover sol (1820)
- Del redentore lo scempio für vierstimmigen Chor und Orchester (ca. 1805)
- Der Vorsicht Gunst beschütze, beglücktes Österreich, dich für vierstimmigen Chor und Orchester (1813) – Neufassung des Finales aus Der Tyroler Landsturm (1799)
- Dio serva Francesco für vierstimmigen Chor und Orchester
- Do re mi fa für vierstimmigen Chor a cappella (1818)
- Es schallen die Töne für vierstimmigen Chor und Orchester
- Herzliche Empfindung bey dem so lange ersehnten und nun hergestellten Frieden im Jahr 1814 für vierstimmigen Chor und Orchester (1814)
- Hinab in den Schoß der Amphitrite für vierstimmigen Chor und Orchester (aus Danaus?)
- Il piacer la gioia scenda für vierstimmigen Chor und Orchester (Bearbeitung eines Chores aus Semiramide)
- O Friede, reich am Heil des Herrn – siehe Herzliche Empfindung bey dem so lange ersehnten und nun hergestellten Frieden im Jahr 1814
- Ogni bosco, ogni pendice für vierstimmigen Chor und Orchester – Anfangschor der Kantate Il Trionfo della Gloria e della Virtù
- Religion, du Himmelstochter – siehe An die Religion
- Rückerinnerung der Deutschen nell’anno 1813 für vierstimmigen Chor und Orchester (1813/14)
- Schweb herab, o holder Seraph Friede – siehe An den erwünschten Frieden im Jahr 1814
- Schwer lag auf unserem Vaterlande – siehe Rückerinnerung der Deutschen nell’anno 1813

#### Lieder und mehrstimmige Gesänge mit und ohne Klavier, Kanons
- Ca. 340 Werke in Italienisch, Deutsch (u. a. auf Texte von Schiller, G.A. Bürger, Giuseppe Carpani, Castelli, Matthisson), Französisch oder Lateinisch für unterschiedliche Besetzungen.
- Vertonung von In questa tomba oscura, Herausgegeben in einer Sammlung von 68 Vertonungen u. a. von Franz Xaver Mozart, Ludwig van Beethoven, Carl Czerny, Leopold Koželuh, Karl Traugott Zeuner[1]

### Geistliche Vokalmusik

#### Oratorien und geistliche Kantaten
- Davidde für Soli, vierstimmigen Chor und Orchester (1791) – Fragment
- Gesù al limbo für Soli, vierstimmigen Chor und Orchester (1803)
- La passione di nostro signore Gesù Cristo für Soli, vierstimmigen Chor und Orchester (1776)
- Le Jugement dernier für Tenor, vierstimmigen Chor und Orchester (1787/88) – siehe oben
- Saul für Soli, vierstimmigen Chor und Orchester (1791) – Fragment

#### Messen, Messesätze und Requien
- Messe C-Dur für vierstimmigen Chor a cappella (1767) – genannt Missa stylo a cappella
- Messe D-Dur für vierstimmigen Chor und Orchester (1788) – genannt Hofkapellmeistermesse oder Kaisermesse
- Messe C-Dur für Doppelchor und Orchester (1799) – genannt Proklamationsmesse
- Messe d-Moll für Soli, vierstimmigen Chor und Orchester (1805)
- Messe B-Dur für Soli, vierstimmigen Chor und Orchester (1809)
- Kyrie C-Dur für Soli, vierstimmigen Chor und Orchester (1812) – Teil einer unvollendeten Messe
- Kyrie F-Dur für vierstimmigen Chor und Orchester – Fragment
- Requiem c-Moll für Soli, vierstimmigen Chor und Orchester (1804)
- Requiem aeternam und Dies irae c-Moll für vierstimmigen Chor und Orchester (ca. 1815–20)

#### Gradualien
- Ad te levavi animam meam Es-Dur für vierstimmigen Chor und Orchester
- A solis ortu pro Festo SS. Corporis Christi, C-Dur für vierstimmigen Chor und Orchester (1810)
- Benedicam Dominum pro Dominica 12ma post Pentecostem aut de Tempore, B-Dur für vierstimmigen Chor und Orchester
- Confirma hoc Deus C-Dur für Soli, vierstimmigen Chor und Orchester (1809)
- Improperium c-Moll für vierstimmigen Chor a cappella
- Justorum animae A-Dur für vierstimmigen Chor und Orchester (um 1800)
- Liberasti nos, Domine pro Dominica XXIII. et ultima post Pentecostem, D-Dur für vierstimmigen Chor und Orchester (1799)
- Magna opera Domini da tempore, D-Dur für vierstimmigen Chor und Orchester (1810)
- Spiritus meus d-Moll für vierstimmigen Chor und Orchester (1820)
- Tres sunt, qui testimonium dant in coelo de SS. Trinitate, D-Dur für vierstimmigen Chor und Orchester
- Veni Sancte Spiritus B-Dur für vierstimmigen Chor und Orchester (1800)
- Veni Sancte Spiritus pro Festo Pentecostem, B-Dur für vierstimmigen Chor und Orchester (1805)
- Venite gentes C-Dur für Doppelchor und Orchester (1799)
- Vox tua mi Jesu C-Dur für vierstimmigen Chor und Orchester (1774)

#### Offertorien
- Alleluja (deinde) Bonum est D-Dur für vierstimmigen Chor, Streicher und Orgel
- Alleluja D-Dur für vierstimmigen Chor und Orchester (1774) – 1788 umgearbeitet zur Amen-Fuge im Gloria der Messe D-Dur
- Alleluja D-Dur für vierstimmigen Chor und Orchester (1780)
- Assumpta est Maria C-Dur für vierstimmigen Chor und Orchester (1799)
- Audite vocem magnam C-Dur für vierstimmigen Chor und Orchester (1809)
- Beatus vir, qui non abit D-Dur für Soli, vierstimmigen Chor und Orchester
- Benedixisti Domine F-Dur für vierstimmigen Chor a cappella – Offertorium zur Missa stylo a cappella (1767)
- Benedixisti Domine F-Dur für vierstimmigen Chor a cappella
- Cantate Domino omnis terra C-Dur für Doppelchor und Orchester (1799)
- Desiderium animae F-Dur für Sopran, Alt, Bass und Orchester
- Domine, Dominus noster G-Dur für vierstimmigen Chor und Orchester (1812)
- Dum corde pio C-Dur für vierstimmigen Chor, Bass und Orgel
- Excelsus super omnes gentes Dominus C-Dur für vierstimmigen Chor und Orchester (1806)
- Gloria et honor(e) C-Dur für vierstimmigen Chor und Orchester (1809)
- Jubilate Deo A-Dur für vierstimmigen Chor und Orchester
- Justus ut palma B-Dur für vierstimmigen Chor und Orchester
- Lauda Sion Salvatorem C-Dur für vierstimmigen Chor und Orchester (1805)
- Laudate Dominum omnes gentes D-Dur für vierstimmigen Chor und Orchester (1809)
- Magna et mirabilia sunt opera tua C-Dur für vierstimmigen Chor und Orchester (1809)
- Magna opera Domini C-Dur für vierstimmigen Chor und Orchester (1812)
- Miserere nostri g-Moll für vierstimmigen Chor und Orchester (1805)
- Miserere nostri Es-Dur für vierstimmigen Chor und Orchester (1803)
- O altitudo divitiarium C-Dur für vierstimmigen Chor und Orchester (1809)
- O quam bonus et suavis est B-Dur für Soli, vierstimmigen Chor und Orchester
- Populi timente sanctum nomen Domini Es-Dur für vierstimmigen Chor und Orchester (1778)
- Salve Regina D-Dur für vierstimmigen Chor und Orchester (1815)
- Salve Regina (mit deutschem Text) G-Dur für vierstimmigen Chor und Orgel
- Salve Regina B-Dur für vierstimmigen Chor und Orchester
- Salvum fac populum (1805) – verschollen -
- Si ambulavero in medio g-Moll für vierstimmigen Chor und Orchester (1809)
- Sub tuum praesidium B-Dur für vierstimmigen Chor und Orchester (1820)
- Tui sunt coeli C-Dur für vierstimmigen Chor und Orchester
- Tui sunt coeli Es-Dur für vierstimmigen Chor und Orchester

#### Psalmen
- Beatus vir, qui timet Dominum D-Dur für zwei Tenöre, vierstimmigen Chor und Orchester
- Confitebor Domine B-Dur für vierstimmigen Chor und Orchester
- De profundis f-Moll für zweistimmigen Chor, Bass und Orgel (1815)
- De profundis g-Moll für vierstimmigen Chor und Orchester (1815)
- Dixit Dominus G-Dur für vierstimmigen Chor und Orchester
- Lauda, Jerusalem, Dominum C-Dur für vierstimmigen Chor und Orchester (1815)
- Laudate pueri Dominum G-Dur für sechsstimmigen Chor und Orchester
- Magnificat C-Dur für vierstimmigen Chor und Orchester (1815)
- Magnificat F-Dur für zweistimmigen Chor und Orchester (1815)

#### Litaneien
- Litania di B.M.V. F-Dur für Soli, vierstimmigen Chor und Orchester
- Litania pro Sabbato Sancto B-Dur für vierstimmigen Chor a cappella (1820)

#### Hymnen
- Coelestis urbs Jerusalem Hymnus de dedicatione Ecclesiae, A-Dur für vierstimmigen Chor und Orchester
- Genitori F-Dur für Sopran, vierstimmigen Chor und Orchester
- In te Domine speravi Es-Dur für zwei Soprane und Bass (1817)
- Tantum ergo C-Dur für Doppelchor, zwei Klarinetten, vier Hörner, vier Trompeten (Clarini), Pauken, Bass und Orgel
- Tantum ergo C-Dur für vierstimmigen Chor, zwei Oboen, zwei Fagotte, vier Trompeten (Clarini), Pauken und Orgel
- Tantum ergo C-Dur für vierstimmigen Chor, zwei Trompeten (Clarini), Pauken und Orgel
- Tantum ergo F-Dur für Sopran und Streicher (1768)
- Te Deum laudamus de Incoronazione, D-Dur für vierstimmigen Chor und Orchester (1790)
- Te Deum laudamus D-Dur für Doppelchor und Orchester (1799) – Neufassung des Te Deum von 1790
- Te Deum laudamus C-Dur für Soli, vierstimmigen Chor und Orchester (1819)

#### Introiti
- Avertisti captivitatem Jacob pro Dominica XXIII. et XXIV. post Pentecostem, B-Dur für vierstimmigen Chor, Streicher und Orgel
- Beati immaculati de Virginibus et Martyribus et de Sancto Stephano, F-Dur für vierstimmigen Chor, Streicher und Orgel
- Concupiscit et deficit in dedicatione Ecclesia et in Festo Tranfigurationis Domini, F-Dur für vierstimmigen Chor, Streicher und Orgel
- Dico ergo pro Festis Beatae Mariae Virginis, d-Moll für vierstimmigen Chor, Streicher und Orgel
- Domine exaudi vocem meam pro Dominica XXII. post Pentecostem, F-Dur für vierstimmigen Chor, Streicher und Orgel
- Et justitiam tuam pro Festo Epiphaniae, d-Moll für vierstimmigen Chor, Streicher und Orgel
- Et psallare pro Festo S. Joannis Apost. et S. Joannis Bapt., B-Dur für vierstimmigen Chor, Streicher und Orgel
- Inductus est Dominus pro Dominica infra octavem Nativitas Domini et ad secundam missam, F-Dur für vierstimmigen Chor, Streicher und Orgel
- In civitate pro Festo Purificationis Mariae et Dominica VIII. post Pentecostem, C-Dur für vierstimmigen Chor, Streicher und Orgel
- In mandatis ejus de Confessore et in Festo Sancti Joachim, g-Moll für vierstimmigen Chor, Streicher und Orgel
- Jubilate Deo Jacob pro Dominica in albis, pro Feria II. post Pentecostem et in solemnitate corporis Christi, d-Moll für vierstimmigen Chor, Streicher und Orgel
- Jubilate Deo pro Festo St. Januarii Episcopus et Mart., pro Festo Ascensionis Domini, F-Dur für vierstimmigen Chor, Streicher und Orgel
- Laetentur insulae pro Dominica III., IV., V., VI. post Epiphaniam, F-Dur für vierstimmigen Chor, Streicher und Orgel
- Ne quando taceas pro Dominica VI. post Pentecostem, d-Moll für vierstimmigen Chor, Streicher und Orgel
- Neque celaveris de Confessore, B-Dur für vierstimmigen Chor, Streicher und Orgel
- Quam admirabile est nomen tuum pro Festo Sanctissime Trinitatis, d-Moll für vierstimmigen Chor, Streicher und Orgel
- Tu cognovisti pro Festo Sanctorum Apostolorum, d-Moll für vierstimmigen Chor, Streicher und Orgel

#### Motetten und geistliche Arien und Gesänge
- Audimus Dei verbum – verschollen
- Contra vos, o monstra horrenda B-Dur, Motette für Sopran, vierstimmigen Chor und Orchester (1769) – zweifelhaft
- Cor meum conturbatum g-Moll für vierstimmigen Chor und Orchester
- Ecce enim veritatem G-Dur für Bass, drei Violen, Kontrabass und Orgel
- Tantum ergo F-Dur, Motette für Sopran, vierstimmigen Chor und Orchester (1768)
- Salve Regina A-Dur, Motette für Sopran und Orchester (1769)
- Fremat tirannus C-Dur, Motette für Sopran, vierstimmigen Chor und Orchester (1778)
- O sancte invicte D-Dur, Motette für Sopran, vierstimmigen Chor und Orchester (1775)
- Alleluja D-Dur, Arie für Sopran, vierstimmigen Chor und Orchester (1780)
- Magna est virtus – verschollen
- Misericordius Dominus Es-Dur, Duett für Sopran, Bass, konzertierende Violine und Orchester
- O mortales, festinate B-Dur, Arie für Sopran, konzertierende Klarinette und Orchester – zweifelhaft
- Quae est illa – Ave maris stella B-Dur, Rezitativ und Arie in honorem B.V.M. für Sopran, Oboe, Streicher und Orgel – lateinische Parodie der Arie Ah, se foss’io smarrita (II.2) aus L’amore innocente
- Quam magna multitudo B-Dur, Duett für zwei Soprane, Streicher und Orgel – lateinische Parodie des Duetts Ah se ben mio tu sai aus La fiera di Venezia
- Quem terra pontus sidera A-Dur für Sopran und Orchester – lateinische Parodie der Arie Ai passi erranti (II.5)  aus La passione di nostro signore Gesù Cristo
- Salve Jesu pie Duett – verschollen
- Tu es spes mea, Domine für Sopran, Flöte, Oboe und Orchester

### Instrumentalmusik

#### Konzerte
- Konzert für Oboe, Violine, Violoncello und Orchester D-Dur (1770)
- Konzert für Orgel und Orchester C-Dur (1773) – zweiter Satz nur in einer Fassung für Oboe, zwei Fagotte und Streicher überliefert
- Konzert für Klavier und Orchester C-Dur (1773)
- Konzert für Klavier und Orchester B-Dur (1773)
- Konzert für Flöte, Oboe und Orchester C-Dur (1774)
- Concertino da camera für Flöte oder Oboe und Streicher G-Dur (1777)

#### Sinfonien, Ouvertüren und Variationen für Orchester
- Sinfonie D-Dur Il Giorno onomastico (1775)
- Sinfonie D-Dur La Veneziana (um 1785 von anonymer Hand aus den Ouvertüren zu La scuola de’ gelosi und La Partenza inaspettata zusammengestellt)
- Drei Menuette in B-Dur, G-Dur und D-Dur für Orchester (vermutlich vor 1780)
- 26 Variationen über La Follia di Spagna für großes Orchester mit Solo-Violine und Harfe (1815)
- Allegretto D-Dur für Orchester
- Fragment einer Sinfonie (Ouvertüre) G-Dur
- Fragment eines Instrumentalsatzes für Fagotte und Streicher
- Ouvertüre La Frascatana – zweifelhaft

#### Serenaden
- Picciola Serenata [Quintett] B-Dur für 2 Oboen, 2 Hörner und Fagott (1778)
- Serenade B-Dur für 2 Klarinetten, 2 Fagotte, 2 Hörner und Kontrabass
- Serenade C-Dur für 2 Flöten, 2 Oboen, 2 Fagotte, 2 Hörner und Kontrabass (alternative Fassung der Serenade B-Dur für sieben Instrumente)
- Serenade F-Dur für 2 Flöten, 2 Oboen, 2 Fagotte, 2 Hörner und Kontrabass
- Cassation C-Dur für 2 Oboen, 2 Englischhörner, 2 Fagotte und 2 Hörner
- 3 Trios in G-Dur, Es-Dur und C-Dur für 2 Oboen und Fagott (vermutlich vor 1780)
- Armonia per un tempio della notte Es-Dur für 2 Oboen, 2 Klarinetten, 2 Fagotte und 2 Hörner (ca. 1795, zitiert im Mittelteil das Quartett  „Silenzio facciasi“ aus der Oper Palmira, regina di Persia)

#### Märsche
- 11 Märsche für Orchester (ca. 1804)
- Prägt tief in eure Herzen, Brüder Marsch für Harmoniemusik
- Parademarsch C-Dur für Harmoniemusik
- Die Landwehr Marsch (1809)
- Marsch zu Ehren Gassmanns C-Dur (1820)
- 8 Aufzüge für 2–8 Trompeten und Pauken

#### Kammermusik
- 4 Scherzi armonici istrumentali für Streichquartett (vermutlich nach 1800)
- Fuge für Streichquartett (tema H.! b.e.n. Die m. ist ein s. Ma non il testo)
- Fuge für drei Instrumentalstimmen
- Fuge C-Dur für zwei Instrumentalstimmen (1818)
- Fuge Es-Dur für zwei Instrumentalstimmen (Tema Kerscorchiano)
- Fughetta für zwei Instrumentalstimmen (Allegro alla Kosaka)
- 6 kleine Stücke für Klavier
- 6 kleine Stücke für Gitarre – verschollen
- 6 Streichquartette – verschollen

### Bearbeitungen fremder Werke und Gemeinschaftsarbeiten mit anderen Komponisten
- La Betulia liberata von Florian Leopold Gassmann: Kürzungen in Rezitativen und Arien, sowie Einschaltung zusätzlicher Chöre, die Salieri aus anderen Gassmann´schen Kompositionen übernimmt (1820)
- Il Talismano: Gemeinschaftskomposition von Salieri (erster Akt) und Giacomo Rust (zweiter und dritter Akt) (1779)
- Iphigénie en Tauride von Christoph Willibald Gluck: italienische Fassung als Ifigenia in Tauride in der Übersetzung von Lorenzo da Ponte (1783)
- Per la ricuperata salute di Ofelia für Sopran und Klavier: Gemeinschaftskomposition von Salieri, Mozart und „Cornetti“ (1785) – 2015 wiederentdeckt
- Requiem Es-Dur von Niccolò Jommelli: zusätzliche Instrumentierung mit zwei Oboen, zwei Fagotten und zwei Posaunen (zum feierlichen Requiem für Christoph Willibald Gluck am 8. April 1788)
- Stabat Mater f-Moll von Giovanni Battista Pergolesi: Bearbeitung für Soli, Chor und Orchester, Instrumentierung von Franz Xaver Süßmayr

### Theoretische Werke und Schriften
- Lib. di partimenti di varia specie pro profitto della gioventù – verschollen
- Pamphlet über die bei Streichern eingerissene maniera languida, smorfiosa (1814)
- Scuola di canto in versi e i versi in musica a 4 voci (1816)
- Christliches Gutachten über nicht angemessene Orgelbegleitung in der Kirche (1816)
- Gemeinsame Erklärung mit Ludwig van Beethoven über den Nutzen des Metronoms von Mälzel (1818)

## Variationen über Werke Salieris
- Wolfgang Amadeus Mozart (1756–1791)
6 Variationen für Klavier G-Dur über Mio caro Adone aus La fiera di Venezia KV 180 (1773)
- Giuseppe Sarti (1729–1802)
Variationen für Violine und Klavier über die Cavatina La ra la ra aus La grotta di Trofonio (1786)
- Johann Baptist Vanhal (1739–1813)
7 Variationen für Klavier über das Terzett Venite, o Donne, meco aus La grotta di Trofonio (1786)
- Josephus Andreas Fodor (1751–1828)
Variationen für zwei Violinen über die Arie Ainsi qu´une abeille aus Tarare (ca. 1788)
- Franz Jakob Freystädtler (1761–1841)
9 Variationen für Violine und Klavier G-Dur über die Cavatina Come ape ingegnosa aus Axur, re d’Ormus [variiert à la C.Ph.E. Bach, Sterkel, Kozeluch, Albrechtsberger, Vanhal, Haydn, Mozart, Clementi, Martin y Soler] (1791)
- Anonymus
Variationen für Violine und Klavier über die Cavatina La ra la ra aus La grotta di Trofonio (ca. 1791)
- Josepha Barbara Auernhammer (1758–1820)
Variationen für Klavier über das Duett La stessa, la stessissima aus Falstaff ossia Le tre burle (nach 1799)
- Carl Friedrich Zelter (1758–1832)
Tanz und Opfergesang (Come ape ingegnosa) aus Axur, re d’Ormus mit einigen freien Veränderungen für Klavier (1792)
- Joseph Gelinek (1758–1825)
8 Variationen für Klavier über das Terzett Coppia si tenera aus Palmira, regina di Persia op. 8 (1796)
Variationen für Klavier über einen Marsch aus Cesare in Farmacusa (ca. 1805)
- Leonhard von Call (1768–1815)
Variationen für Mandoline (oder Violine) und Gitarre über das Duett Qui dove ride [recte: scherza] l´aura aus Axur, re d’Ormus op. 25
- Philipp Karl Hoffmann (1769–1843)
6 Variationen für Klavier über das Terzett Coppia si tenera aus Palmira, regina di Persia op. 8 (1798)
- Ludwig van Beethoven (1770–1827)
10 Variationen für Klavier B-Dur über das Duett La stessa, la stessissima aus Falstaff ossia Le tre burle WoO 73 (1799)
- Johann Baptist Cramer (1771–1858)
Capriccio für Klavier über die Barcarole Ahi! povero Calpigi aus Tarare
- Joseph Wölfl (1773–1812)
9 Variationen für Klavier B-Dur über das Duett La stessa, la stessissima aus Falstaff ossia Le tre burle (1799)
- Mlle. Benaut (* 1778)
Variationen für Klavier über ein Thema von Salieri
- Johann Nepomuk Hummel (1778–1837)
Fantasie für Klavier c-Moll S20 über Themen von Salieri (Ouvertüre zu Axur, re d’Ormus), Haydn (Sinfonie "mit dem Paukenschlag") und Mozart (verschiedene Nummern aus Die Zauberflöte) (1799)
- Friedrich Kalkbrenner (1785–1849)
Introduktion und Rondino für Klavier über die Barcarole Ahi! povero Calpigi aus Tarare op. 78 (ca. 1826)
- Ignaz Moscheles (1794–1870)
Impromptu martial für Klavier G-Dur über einen Marsch aus Palmira, regina di Persia op. 65 (ca. 1825)